# Нова Зеландія на зимових Олімпійських іграх 2010
Нова Зеландія на зимових Олімпійських іграх 2010 була представлена 16 спортсменами в 8 видах спорту.

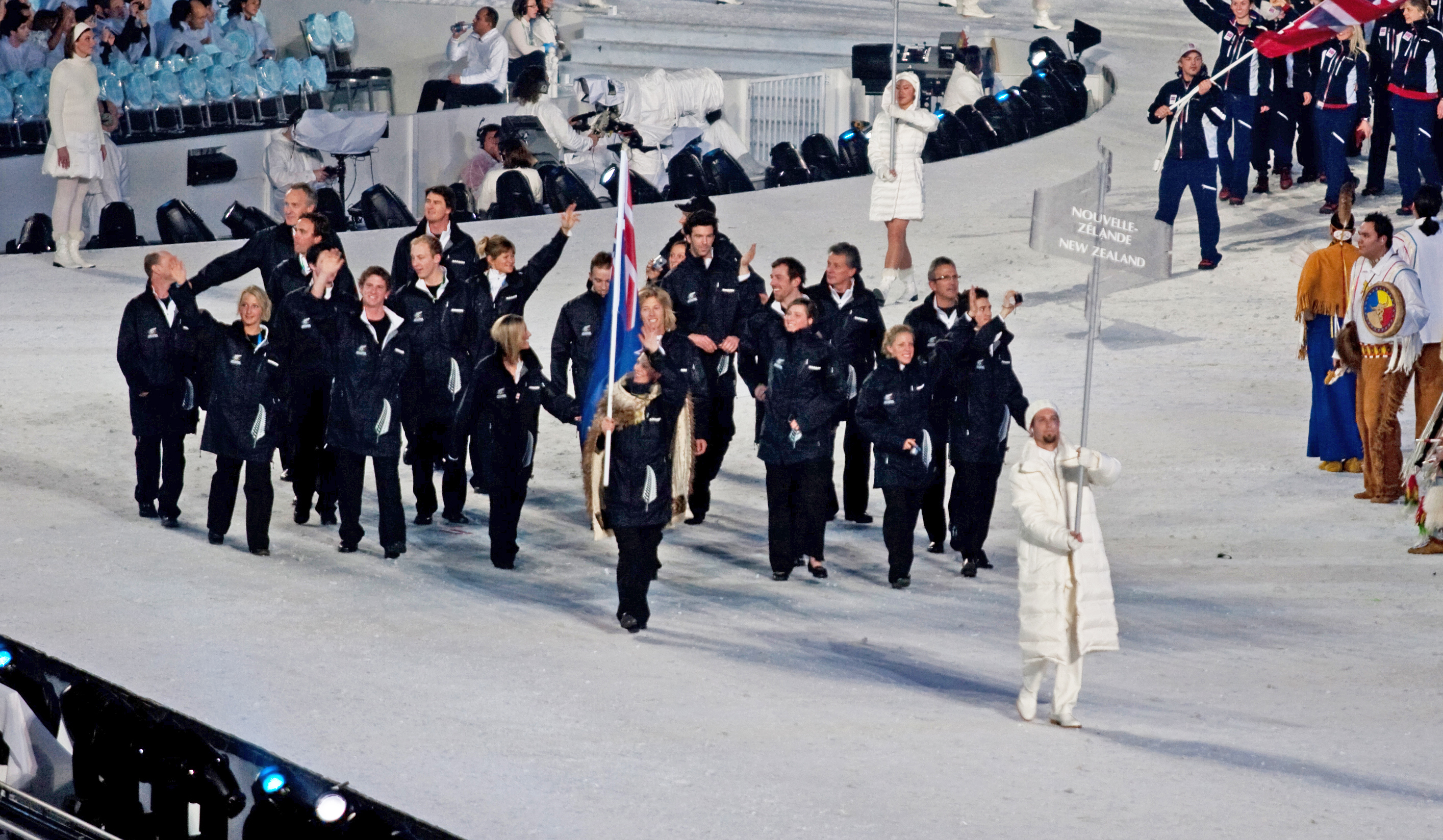
Збірна Нової Зеландії під час Параду націй на церемонії відкриття Олімпіади

## Результати змагань

### Біатлон
Жінки
| Змагання            | Спортсмени | Результат | Місце |
| ------------------- | ---------- | --------- | ----- |
| Спринт              | Сара Мерфі | 23:49,7   | 82    |
| Індивідуальна гонка | Сара Мерфі | 52:54,9   | 82    |

### Ковзанярський спорт
Чоловіки
| Змагання | Спортсмени  | Результат | Місце |
| -------- | ----------- | --------- | ----- |
| 5000 м   | Шейн Доббін | 6:33,38   | 17    |

### Шорт-трек
Чоловіки
| Спортсмени        | Змагання | Відбірковий раунд | Відбірковий раунд | Чвертьфінал | Чвертьфінал | Півфінал   | Півфінал   | Фінал      | Фінал      | Місце      |
| Спортсмени        | Змагання | Результат         | Місце             | Результат   | Місце       | Результат  | Місце      | Результат  | Місце      | Місце      |
| ----------------- | -------- | ----------------- | ----------------- | ----------- | ----------- | ---------- | ---------- | ---------- | ---------- | ---------- |
| Блейк Скджеллерап | 500 м    | 42.510            | 3                 | Не пройшов  | Не пройшов  | Не пройшов | Не пройшов | Не пройшов | Не пройшов | Не пройшов |
| Блейк Скджеллерап | 1000 м   | 1:27.875          | 2 Q               | 1:27.374    | 4           | Не пройшов | Не пройшов | Не пройшов | Не пройшов | Не пройшов |
| Блейк Скджеллерап | 1500 м   | 2:14.730          | 5                 |             |             | Не пройшов | Не пройшов | Не пройшов | Не пройшов | Не пройшов |

### Лижні види спорту

#### Лижні перегони
Чоловіки
| Змагання            | Спортсмени      | Результат | Місце |
| ------------------- | --------------- | --------- | ----- |
| 15км вільним стилем | Бенджамін Кунс  | DNS       | —     |
| Персьют 30 км       | Бенджмамін Кунс | LAP       | 56    |
| Мас-старт 50км      | Бенджамін Кунс  | 2:21:53.9 | 46    |

Жінки
| Змагання                 | Спортсмени    | Результат | Місце |
| ------------------------ | ------------- | --------- | ----- |
| Спринт - класичний стиль | Кетрін Колдер | 4:03.11   | 47    |
| 10 км вільним стилем     | Кетрін Колдер | 28:50.9   | 63    |

#### Гірськолижний спорт
Чоловіки
| Спортсмени        | Змагання           | Спроба 1 | Спроба 2   | Загалом    | Місце |
| ----------------- | ------------------ | -------- | ---------- | ---------- | ----- |
| Тім Кейф          | Супергігант        | 1:35.55  |            |            | 38    |
| Бенджамін Гріффін | Супергігант        | DNF      |            |            | n/a   |
| Бенджамін Гріффін | Гагантський слалом | DNF      | не пройшов | не пройшов | n/a   |

#### Сноубординг
Чоловіки
Хаф-пайп
| Спортсмени      | Кваліфікація | Кваліфікація | Кваліфікація | Півфінал   | Півфінал   | Півфінал   | Фінал      | Фінал      | Фінал      |
| Спортсмени      | Спроба 1     | Спроба 2     | Місце        | Спроба 1   | Спроба 2   | Місце      | Спроба 1   | Спроба 2   | Місце      |
| --------------- | ------------ | ------------ | ------------ | ---------- | ---------- | ---------- | ---------- | ---------- | ---------- |
| Мітч Браун      | 18.4         | 15.2         | 18           | Не пройшов | Не пройшов | Не пройшов | Не пройшов | Не пройшов | Не пройшов |
| Джеймс Хемілтон | 5.2          | 28.0         | 10           | Не пройшов | Не пройшов | Не пройшов | Не пройшов | Не пройшов | Не пройшов |

Жінки
Хаф-пайп
| Спортсмени      | Кваліфікація | Кваліфікація | Кваліфікація | Півфінал   | Півфінал   | Півфінал   | Фінал      | Фінал      | Фінал      |
| Спортсмени      | Спроба 1     | Спроба 2     | Місце        | Спроба 1   | Спроба 2   | Місце      | Спроба 1   | Спроба 2   | Місце      |
| --------------- | ------------ | ------------ | ------------ | ---------- | ---------- | ---------- | ---------- | ---------- | ---------- |
| Джульєн Брей    | 17.8         | 15.5         | 24           | Не пройшла | Не пройшла | Не пройшла | Не пройшла | Не пройшла | Не пройшла |
| Кенделл Браун   | 11.4         | 29.5         | 16 QS        | 33.3       | 28.2       | 9          | Не пройшла | Не пройшла | Не пройшла |
| Ребекка Сінклер | 14.7         | 23.7         | 21           | Не пройшла | Не пройшла | Не пройшла | Не пройшла | Не пройшла | Не пройшла |

#### Фрістайл
Жінки
| Спортсмени   | Змагання | Кваліфікація | Кваліфікація | 1/8 фіналу | Чвертьфінал | Півфінал   | Фінал      | Фінал |
| Спортсмени   | Змагання | Очки/Час     | Місце        | Місце      | Місце       | Місце      | Очки       | Місце |
| ------------ | -------- | ------------ | ------------ | ---------- | ----------- | ---------- | ---------- | ----- |
| Мішель Грейг | Скі-крос | 1:22.52      | 30 Q         | 4          | Не пройшла  | Не пройшла | Не пройшла | 30    |

### Скелетон
| Спортсмени      | Змагання | Фінал    | Фінал    | Фінал    | Фінал    | Фінал   | Фінал |
| Спортсмени      | Змагання | Спроба 1 | Спроба 2 | Спроба 3 | Спроба 4 | Загалом | Місце |
| --------------- | -------- | -------- | -------- | -------- | -------- | ------- | ----- |
| Айен Робертс    | Чоловіки | 55.21    | 57.58    | DNS      | DNS      | DNS     | DNS   |
| Бен Сендфорд    | Чоловіки | 53.11    | 53.32    | 52.90    | 53.26    | 3:32.59 | 11    |
| Тіонет Стоддарт | Жінки    | 55.85    | 55.93    | 55.02    | 54.89    | 3:41.69 | 14    |